# 協奏曲第3番 (リース)
協奏曲第3番 嬰ハ短調 作品55（きょうそうきょくだい3ばん えいはたんちょう さくひん55、独: Konzert Nr. 3 für Pianoforte und Orchester cis-Moll op. 55、英: Concerto No. 3 in C-sharp minor, Op. 55）は、ドイツの作曲家フェルディナント・リースによって1812年に作曲されたピアノと管弦楽のための協奏曲。

## リースのピアノ協奏曲の番号
リースのピアノ協奏曲は、6番、4番、2番、3番、5番、7番、8番の順に作曲されている。また、リースは協奏曲をひとくくりにして番号付けしており、第1番はヴァイオリン協奏曲である。

## 演奏時間
約30分。

## 楽曲の構成
- 第1楽章：Allegro maestoso
- 第2楽章：Larghetto
- 第3楽章：Rondo. Allegretto

第2楽章と第3楽章は途切れなく演奏される。